# Tony Banks (football américain)
Pour les articles homonymes, voir Tony Banks et Banks.
(en) Statistiques sur pro-football-reference
Anthony Lamar Banks dit Tony Banks (né le 5 avril 1973 à San Diego) est un joueur américain de football américain qui évoluait en tant que quarterback.

## Biographie

### Lycée
Banks fait ses études à la Hoover High School de San Diego où il joue au football américain, au basket-ball et au baseball.

### Carrière universitaire
Il fait partie de l'équipe des Twins du Minnesota Class A à Fort Myers avant d'entrer au San Diego Mesa College. Il joue deux ans avant d'être transféré à l'université d'État du Michigan. À la fin de ses études, il termine sixième au classement du pourcentage de réussite à la passe.

### Carrière professionnelle
Tony Banks est sélectionné au second tour du draft de la NFL de 1996 par les Rams de Saint-Louis au 42e rang. Il est le premier quarterback à être sélectionné lors de cette draft. Dès sa première saison, il est mis comme titulaire des Rams et réussit la meilleure moyenne de yards parcourus par passe réussie avec 13,3, mais aussi réalise le plus grand nombre de fumbles lors cette saison avec 21. Il fait une nouvelle fois deux saisons comme titulaire, mais Saint-Louis fait des saisons plus que médiocres. Il est échangé aux Ravens de Baltimore contre deux sélections de draft.
À Baltimore, il essaye de se racheter et fait une saison 1999 passable, ce qui lui permet de signer un nouveau contrat de 4 ans avec les Ravens. Il commence la saison 2000 comme titulaire, mais après quatre matchs consécutifs sans inscrire le moindre touchdown, il est remplacé par Trent Dilfer pour le restant de la saison. Dilfer joue les matchs éliminatoires et Banks est sur le banc lors du Super Bowl XXXV, remporté par Baltimore. Il est libéré lors de la off-season.
En 2001, il signe un contrat avec les Cowboys de Dallas pour remplacer Troy Aikman mais le 15 août 2001, il est libéré de tout contrat après l'arrivée du débutant Quincy Carter. Lors de la saison 2001, il est appelé par l'entraîneur Marty Schottenheimer des Redskins de Washington (qu'il n'entraînera qu'une seule saison). Avec les Redskins, il perd ses cinq premiers matchs comme titulaire avant de gagner cinq matchs consécutives, devenant le premier quarterback à réussir cette prouesse. Après cette saison, il n'est pas conservé par Washington et signe avec la toute nouvelle franchise de la NFL, les Texans de Houston qui font leur première saison. Il est mis comme remplaçant de David Carr et ne joue aucun match de la saison 2002 avant de revenir en 2003 mais là aussi il apparaît peu. Il fait encore deux saisons comme remplaçant avant d'être libéré le 26 février 2006.

## Statistiques
Banks a joué neuf saisons en professionnel et a joué 96 matchs, dont 78 comme titulaire. Il a réussi 1 278 passes sur 2 356 tentées (54,2 % de réussite) pour 15 315 yards ainsi que 77 touchdowns à la passe contre 73 interceptions. Il a aussi marqué 6 touchdowns individuels sur des courses.
| Année              | Équipe                 | MJ                 |         | Passes   | Passes | Passes | Passes | Passes | Passes | Passes  |       | Courses | Courses | Courses | Courses |
| Année              | Équipe                 | MJ                 | Tentées | Réussies | Pct.   | Yards  | TD     | Int.   | Éval.  | Tentées | Yards | Moy.    | TD      |         |         |
| 1996               | Rams de Saint-Louis    | 14                 | 368     | 192      | 52,2   | 2 544  | 15     | 15     | 71,0   | 61      | 212   | 3,5     | 0       |         |         |
| 1997               | Rams de Saint-Louis    | 16                 | 487     | 252      | 51,7   | 3 254  | 14     | 13     | 71,5   | 47      | 186   | 4,0     | 1       |         |         |
| 1998               | Rams de Saint-Louis    | 14                 | 408     | 241      | 59,1   | 2 535  | 7      | 14     | 68,6   | 40      | 156   | 3,9     | 3       |         |         |
| 1999               | Ravens de Baltimore    | 12                 | 320     | 169      | 52,8   | 2 136  | 17     | 8      | 81,2   | 24      | 93    | 3,9     | 0       |         |         |
| 2000               | Ravens de Baltimore    | 11                 | 274     | 150      | 54,7   | 1 578  | 8      | 8      | 69,3   | 19      | 57    | 3,0     | 0       |         |         |
| 2001               | Redskins de Washington | 15                 | 370     | 198      | 53,5   | 2 386  | 10     | 10     | 71,3   | 47      | 152   | 3,2     | 2       |         |         |
| 2002               | Texans de Houston      | 0                  | -       | -        | -      | -      | -      | -      | -      | -       | -     | -       | -       |         |         |
| 2003               | Texans de Houston      | 7                  | 102     | 61       | 59,8   | 693    | 5      | 3      | 84,3   | 6       | 27    | 4,5     | 0       |         |         |
| 2004               | Texans de Houston      | 5                  | 2       | 1        | 50,0   | 16     | 0      | 0      | 77,1   | -       | -     | -       | -       |         |         |
| 2005               | Texans de Houston      | 2                  | 25      | 14       | 56,0   | 173    | 1      | 2      | 57,6   | 2       | -2    | -1,0    | 0       |         |         |
| Totaux en carrière | Totaux en carrière     | Totaux en carrière | 2 356   | 1 278    | 54,2   | 15 315 | 77     | 73     | 72,4   | 246     | 881   | 3,6     | 6       |         |         |

## Palmarès
- Super Bowl XXXV
- Quarterback ayant obtenu le meilleur ratio yards par passe réussis de la saison 1996 avec 13,3 yards par passe complétée.
- Joueur ayant causé le plus de fumbles de la saison 1996 avec 21 ballons perdus.